# Tropie (Basses-Carpates)
Pour les articles homonymes, voir Tropie.
Tropie est une localité polonaise de la gmina et du powiat de Strzyżów en voïvodie des Basses-Carpates.